# 札幌地方裁判所
札幌地方裁判所（さっぽろちほうさいばんしょ）は、北海道札幌市にある日本の地方裁判所の一つで、北海道を管轄している。略称は、札幌地裁（さっぽろちさい）。岩見沢、滝川、室蘭、苫小牧、浦河、小樽、岩内に支部を置いている。
本庁のほか、岩見沢支部（岩見沢市）、滝川支部（滝川市）、室蘭支部（室蘭市）、苫小牧支部（苫小牧市）、小樽支部（小樽市）、浦河支部（浦河郡浦河町）、岩内支部（岩内郡岩内町）の7つの支部を札幌家庭裁判所との地家裁支部として設置している。
管内には、札幌、岩見沢、滝川、室蘭、苫小牧、浦河、小樽、岩内、夕張、伊達、静内の11の簡易裁判所が設置されている。また、札幌、岩見沢、室蘭、小樽の4つの検察審査会も設置されている。

## 所在地
- 本庁：札幌高等・地方裁判所合同庁舎 - 北海道札幌市中央区大通西11丁目　北緯43度3分35.3秒 東経141度20分24.5秒 / 北緯43.059806度 東経141.340139度
札幌市営地下鉄東西線西11丁目駅北方向へ徒歩3分
- 岩見沢支部：北海道岩見沢市4条東4丁目　北緯43度12分19.5秒 東経141度46分10.1秒 / 北緯43.205417度 東経141.769472度
JR函館線・室蘭線岩見沢駅から徒歩15分、中央バス｢裁判所前｣から徒歩1分
- 滝川支部：北海道滝川市大町1-6-13　北緯43度33分26.6秒 東経141度54分48.3秒 / 北緯43.557389度 東経141.913417度
JR函館線・根室線滝川駅から徒歩15分、中央バス｢市立病院前｣｢滝川市役所前｣から徒歩3分
- 室蘭支部：北海道室蘭市日の出町1-18-29　北緯42度21分3.8秒 東経141度2分13.4秒 / 北緯42.351056度 東経141.037056度
JR室蘭線東室蘭駅から徒歩15分、道南バス｢寿町2丁目｣から徒歩3分
- 苫小牧支部：北海道苫小牧市旭町2-7-12　北緯42度37分48.3秒 東経141度36分13.6秒 / 北緯42.630083度 東経141.603778度
JR室蘭線・日高線苫小牧駅から徒歩15分、道南バス・あつまバス｢市役所前｣から徒歩5分
- 浦河支部：北海道浦河郡浦河町常盤町19　北緯42度9分47.4秒 東経142度46分46.9秒 / 北緯42.163167度 東経142.779694度
道南バス・JR北海道バス｢大通3丁目｣から徒歩5分
- 小樽支部：北海道小樽市花園5-1-1　北緯43度11分25.3秒 東経140度59分32.7秒 / 北緯43.190361度 東経140.992417度
JR函館線小樽駅から徒歩15分、中央バス｢市民会館通｣から徒歩5分
- 岩内支部：北海道岩内郡岩内町字高台192-1　北緯42度58分43.8秒 東経140度30分52.2秒 / 北緯42.978833度 東経140.514500度
岩内バスターミナルから岩内郵便局方向へ徒歩10分

## 管轄
本庁
- 札幌市、江別市、千歳市、恵庭市、北広島市、石狩市、石狩郡当別町、新篠津村

浦河支部
- 浦河郡浦河町、様似郡様似町、幌泉郡えりも町、日高郡新ひだか町、沙流郡日高町、平取町、新冠郡新冠町

苫小牧支部
- 苫小牧市、勇払郡厚真町、安平町、むかわ町

室蘭支部
- 室蘭市、登別市、白老郡白老町、伊達市、有珠郡壮瞥町、虻田郡豊浦町、洞爺湖町

岩見沢支部
- 岩見沢市、美唄市、三笠市、夕張郡由仁町、長沼町、栗山町、空知郡南幌町、樺戸郡月形町、夕張市

滝川支部
- 滝川市、芦別市、赤平市、砂川市、歌志内市、空知郡奈井江町、上砂川町、樺戸郡浦臼町、新十津川町

小樽支部
- 小樽市、余市郡仁木町、余市町、赤井川村、古平郡古平町、積丹郡積丹町

岩内支部
- 岩内郡共和町、岩内町、磯谷郡蘭越町、古宇郡泊村、神恵内村、虻田郡ニセコ町、真狩村、留寿都村、喜茂別町、京極町、倶知安町

※ただし、裁判員裁判対象事件および行政事件と執行事件（不動産競売、債権、財産開示）と浦河支部管内の合議事件は本庁で、浦河支部管内の少年事件は苫小牧支部で、苫小牧支部管内の合議事件は室蘭支部で、滝川支部管内の合議事件および少年事件は岩見沢支部で、岩内支部管内の合議事件および少年事件は小樽支部でそれぞれ取り扱う。

## 歴代所長
（任期の後ろは後職）
- 小林充（1990年4月 - 1991年9月）
- 稲葉威雄（1994年 - 1995年 東京高等裁判所部総括判事）
- 吉本徹也（1999年2月 - 2000年4月 東京高等裁判所部総括判事）
- 三上英昭（2000年4月 - 2003年7月 退官）
- 門野博（2003年7月 - 2005年 名古屋高等裁判所部総括判事）
- 都築弘（2005年 - 2007年3月 東京高等裁判所部総括判事）
- 山崎学（2007年3月 - 2009年1月 東京高等裁判所部総括判事（第6刑事部））
- 梅津和宏（2009年1月 - 2010年4月 東京高等裁判所部総括判事（第12民事部））
- 齋藤隆（2010年4月 - 2011年8月 東京高等裁判所部総括判事（第21民事部））
- 佐久間邦夫（2011年8月 - 2013年3月 東京高等裁判所部総括判事）
- 奥田正昭（2013年3月 - 2014年11月 東京高等裁判所部総括判事）
- 阿部潤（2014年11月 - 2016年4月 東京高等裁判所部総括判事）
- 甲斐哲彦（2016年4月 - 2017年10月 東京高等裁判所部総括判事）
- 定塚誠（2017年10月 - 2019年5月 東京高等裁判所部総括判事）
- 本多知成（2019年5月 - 2021年6月 知的財産高等裁判所部総括判事[1]）
- 森英明（2021年7月 - 2022年9月 東京高等裁判所部総括判事[2]）
- 武笠圭志（2022年9月 - [3]）

## 不祥事
- 同地裁の30歳代の男性書記官が、2012年1月中旬に、同地裁に提起されていた民事訴訟を札幌簡易裁判所へ移送することを通知する「決定書」と、決定正本の「送達報告書」を紛失した上、期日指定がなされていないにもかかわらず同地裁で7月に第1回口頭弁論が実施されるとの虚偽内容の呼出状を作成し被告側に送付したとして、同年10月12日に戒告の懲戒処分となった[4]。

## 所持品検査
- 2013年3月1日から、札幌高等・地方裁判所合同庁舎の入口において、入庁者に対する手荷物検査が実施されている[5][6]。